# Schlacht bei Héricourt
Neuss – Héricourt – Planta – Grandson – Murten – Nancy

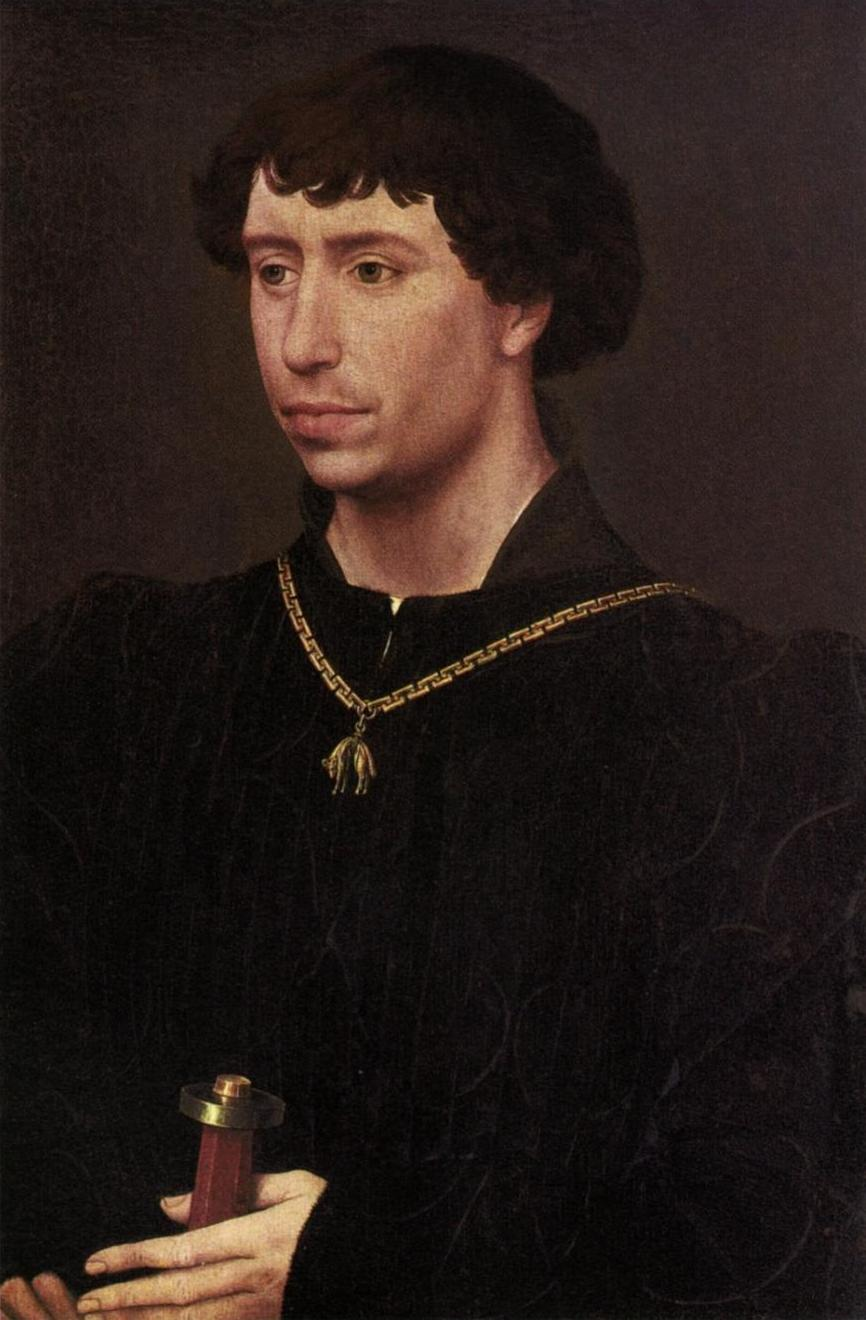
Karl der Kühne, Herzog von Burgund (1433–1477), um 1460

Die Schlacht bei Héricourt war die erste militärische Auseinandersetzung in den Burgunderkriegen. Sie fand am 13. November 1474 bei Héricourt im heutigen französischen Département Haute-Saône statt.

## Vorgeschichte
Kaiser Friedrich III. war mit Karl dem Kühnen von Burgund im Krieg, weil Karl eine expansionistische Politik verfolgte. Friedrich fürchtete um die habsburgischen Städte im Elsass, die Siegmund von Habsburg zuvor an Karl verpfändet hatte. Die ebenfalls expansionistische eidgenössische Stadt Bern war verbündet mit dem Erzfeind Karls, dem französischen König Ludwig XI., dem ein Krieg der Eidgenossen gegen Burgund sehr gelegen kam. Da Karl die verpfändeten Gebiete unter Verwaltung von Peter von Hagenbach nicht zurückzugeben gedachte, gelang Friedrich III. mit Hilfe des französischen Königs eine Annäherung an die Eidgenossen, und er forderte sie auf, am Reichskrieg gegen Karl den Kühnen teilzunehmen.
Am 12. Oktober schlossen die Eidgenossen mit Siegmund von Habsburg die Ewige Richtung, die die lange Feindschaft mit den Habsburgern beendete und den Weg zum Krieg gegen Burgund ebnete. Gleichzeitig schlossen sich die Eidgenossen der Niederen Vereinigung (die oberrheinischen Städte Basel, Kolmar, Straßburg und Schlettstadt) an, die unter Karls Übergriffen ebenfalls zu leiden hatten.
Am 25. Oktober erklärte Bern ohne Wissen der übrigen Eidgenossen Karl dem Kühnen den Krieg. Erst am darauffolgenden Tag, ohne Wissen um die Kriegserklärung an Karl, unterzeichnete die Tagsatzung den Vertrag mit Ludwig XI. und erteilte Bern die Handlungsvollmacht für das weitere Vorgehen. Um den Vertragspartnern gerecht zu werden und dem französischen König zu gefallen, schickten die Berner 3.000 Mann ins Elsass. Am 13. November erklärten Siegmund und die Niedere Vereinigung Karl ebenfalls den Krieg.
Bereits im Jahr 1425 war der Ort Héricourt mit seinem Schloss und seiner Verteidigungsmauer Ziel einer Belagerung. Diese fand ebenfalls im November statt und endete damit, dass die Ortschaft eingenommen, geplündert und die Festungsanlagen geschleift wurden.

## Verlauf
Unmittelbar nach der eidgenössischen Kriegserklärung brachen 18.000 Eidgenossen und Verbündete (Niedere Vereinigung, Städte des Elsass, schwäbische Reichsstädte) zu einem Feldzug gegen Karl den Kühnen auf. Zwei Heere drangen ins Elsass, eins über Pruntrut, das andere über Basel. Truppen aus Bern, Freiburg und Solothurn marschierten mit ihren Bannern nach Héricourt. Sie schlossen sich mit den Männern aus Luzern und weiteren eidgenössischen Truppen zusammen und schlugen unweit der Stadt ihre Lager auf. Um den Sundgau von Burgund zu trennen, belagerten sie am 8. November Héricourt, das die Straße vom Sundgau nach Burgund kontrollierte. Die Burgunder reagierten darauf mit einem Entsatzheer von 12.000 Mann, das unter der Führung des Grafen Heinrich von Neuenburg-Blamont nach Héricourt marschierte.
Die Eidgenossen erhielten am 13. November zur Mittagszeit die Kunde von dem heranrückenden Entsatzheer. Sie unterbrachen die Belagerung und griffen unter Führung des Berners Nikolaus II. von Scharnachthal die Burgunder nördlich von Héricourt an. Mit Hilfe der habsburgischen Kavallerie schlugen sie unter geringen Verlusten die burgundische Kavallerie in zwei Gefechten. Als die dezimierten Truppen sich zurückzogen, setzte ihnen die Hauptmacht der Verbündeten durch das Tal der Lisaine nach. Zugleich drang ein kleineres Korps der Männer aus Bern und Luzern über das Waldgebirge vor und griff die feindlichen Truppen bei Chenebier an. Zu einem letzten Gefecht kam es auf der Höhe von Frahier. Als auch hier eine Niederlage drohte, flohen die Burgunder in alle Richtungen. Anschließend kapitulierte am 17. November die Besatzung der Garnison von Héricourt und kam in habsburgische Hände. Die Burgunder hatten in diesen Gefechten mehr als dreitausend Mann verloren, während die Eidgenossen kaum Verluste zu beklagen hatten. Den Bewohnern der Stadt wurde es gestattet, den Ort zu verlassen und ihre Habe mitzunehmen. 18 Anführer der Gegner, die in der Schlacht in Gefangenschaft geraten waren, wurden in Basel öffentlich auf einem Scheiterhaufen verbrannt. Das Schloss wurde Herzog Sigmund übergeben.

## Folgen
Der Schlacht von Héricourt, der am wenigsten bekannten Schlacht in den Burgunderkriegen, folgte die Besetzung Lothringens durch Karl. Verschiedene von der Tagsatzung immer wieder verurteilte Züge eidgenössischer Freiknechte nach Pontarlier, ins Waadtland (Eroberung von Grandson, Orbe und Jougne) und wiederum in die Freigrafschaft (L’Isle, Blamont, Grammont) und in die Waadt (Einnahme von Yverdon, Lausanne, Morges, Les Clées, und dreiundvierzig Schlössern) folgten. Diese Züge waren meist von Bern geduldet oder sogar unterstützt, brachten aber die Eidgenossen dadurch in eine noch heiklere Lage. Karl unternahm darauf 1476 einen Feldzug gegen die Eidgenossen, der für ihn in den Schlachten von Grandson und der Belagerung von Murten verheerend endete.

## Weblink
- Dimitry Queloz: Héricourt, Schlacht von. In: Historisches Lexikon der Schweiz.